# Oribatula tortilis
Oribatula tortilis är en kvalsterart som först beskrevs av Hammer 1977.  Oribatula tortilis ingår i släktet Oribatula och familjen Oribatulidae. Inga underarter finns listade i Catalogue of Life.